# Mygga (mikrofon)

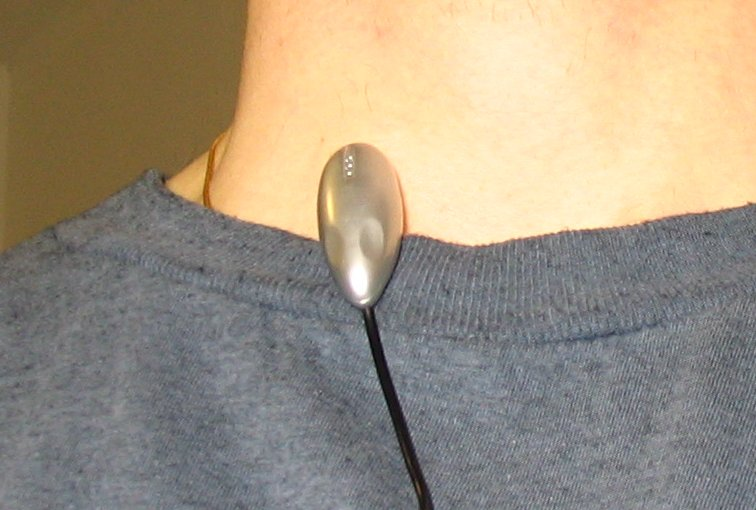
Mygga med klämma

En mygga eller myggmikrofon är en liten mikrofonanordning avsedd att bäras på en person. Myggan består av en mikrofon som på olika sätt kan fästas på en person. Mest vanligt är det att myggan sätts på plats med en klämma i kläderna. Det är också vanligt att den fästs på kinden nära munnen. Myggan är förbunden med en sladd som antingen går till en trådlös sändare eller direkt till en ljudinspelningsenhet. Tanken med myggan är att man ska kunna röra sig fritt på scenen.
Områden där myggmikrofon används är:
- För tal vid teaterframförande
- För tal framför större publik
- För sång vid konsert
- För tal i TV